# Jakob III av Mallorca
Jakob III av Mallorca, född 1313, död 1349, var en balearisk regent. Han var kung av Mallorca mellan 1324 och 1344.